# Explosão da Zona Norte
Explosão da Zona Norte é uma escola de samba da cidade de São Paulo.

## História
A história da entidade começou em fevereiro de 2001, quando o Sr. Nelson Gomes Ferreira convidou alguns amigos, para formarem uma escola de samba na Casa Verde Alta.
Em 2007 a escola voltou para o Grupo 2, e em 2008 caiu novamente. Em 2009 pelo Grupo 03, obteve a 4 colocação e por critérios acabou voltando ao Grupo 2. Porem em 2010, não obteve um bom resultado e retornou ao Grupo 3 e voltou a não apresentar um bom resultado e retornou ao Grupo 4 da Uesp. Então uma nova diretoria assumiu a agremiação e em 2012 a escola ficou em 3º, porem recebeu uma ata por falta de componentes e caiu para 7ª posição, permanecendo no mesmo grupo. Em 2013 a escola homenageia Luiz Gonzaga e conquistou o título e em 2014 disputará o Grupo 3 da Uesp.

## Segmentos

### Presidentes
| Nome                  | Mandato         | Ref.  |
| --------------------- | --------------- | ----- |
| Nelson Gomes Ferreira | 2001-2011       |       |
| Luciano Quintino      | 2011-atualidade | [ 3 ] |

### Diretores
| Ano  | Diretor de Carnaval      | Diretor geral de harmonia | Mestre de bateria   | Ref.  |
| ---- | ------------------------ | ------------------------- | ------------------- | ----- |
| 2012 |                          |                           | Jefferson e Alberto | [ 3 ] |
| 2015 | Amanda Quintino da Silva | Fabio Frank               | Quinho              | [ 4 ] |
| 2016 |                          |                           | Alberto             |       |
| 2023 | Renan Xavier             | Comissão de Harmonia      | Mestre Ferrugem     | [ 5 ] |
| 2024 | Alessandro Lopes (Zóio)  | Renan Xavier              | Mestre Ferrugem     |       |

### Casal de Mestre-sala e Porta-bandeira
| Ano       | Nome                                                | Ref.        |
| --------- | --------------------------------------------------- | ----------- |
| 2012      | Anderson e Naira                                    | [ 3 ]       |
| 2013      | Mauro Cesar e Virginia Emanuele da Costa            | [ 6 ] [ 7 ] |
| 2014-2016 | Marcos Eduardo da Costa e Virgina Emanuele da Costa | [ 4 ]       |
| 2017      | Anderson Silva e Virginia Emanuele                  |             |
| 2018      | Anderson Silva e Naiara Neschellin                  |             |
| 2019-2021 | Rodrigo Brito e Virginia Emanuele                   |             |
| 2022      | Marcos Eduardo da Costa e Virgina Emanuele da Costa |             |
| 2023      | Rodrigo Brito e Virginia Emanuele                   |             |
| 2024      | Max Mioh e Virginia Emanuele                        |             |

## Carnavais
| Ano  | Colocação | Grupo | Enredo | Carnavalesco | Intérprete | Ref.                      |
| ---- | --- | --- | --- | --- | --- | ------------------------- |
| 2002 | 17° Lugar | Avaliação | Festas Populares no Brasil                                                                                             | Comissão de Carnaval                                                                                                   | | [ 8 ]                     |
| 2003 | Campeã | Avaliação | Uma Portuguesa em minha vida                                                                                           | Comissão de Carnaval                                                                                                   | | [ 8 ] [ 9 ]               |
| 2004 | 7º lugar | 3-Leste | Do Triângulo ao Esplendor                                                                                              | Comissão de Carnaval                                                                                                   | | [ 8 ] [ 10 ]              |
| 2005 | 3º lugar | 3-Leste | Deixe a Tristeza de Lado, Vem Sambar, Hoje é Carnaval                                                                  | Comissão de Carnaval                                                                                                   | | [ 8 ] [ 11 ]              |
| 2006 | Vice-campeã | 2-UESP | Eu Sou Negro, A Força de Uma Nação                                                                                     | Comissão de Carnaval                                                                                                   | | [ 8 ] [ 12 ]              |
| 2007 | 11º Lugar | 1-UESP | Rainha das Frutas, Símbolo do Amor, Origem do Pecado - Sua Divindade, a Maçã                                           | Comissão de Carnaval                                                                                                   | | [ 8 ] [ 13 ]              |
| 2008 | 11º Lugar | 2-UESP | Quilombo do Jabaquara                                                                                                  | Comissão de Carnaval                                                                                                   | | [ 8 ] [ 14 ]              |
| 2009 | 4º lugar | 3-UESP | Samba Futebol e Cerveja... Uma Explosão de Alegria                                                                     | Comissão de Carnaval                                                                                                   | | [ 8 ] [ 15 ]              |
| 2010 | 10º Lugar | 2-UESP | Geraldo Filme: De Pirapora ao Bexiga, Uma Vida Dedicada ao Samba                                                       | Comissão de Carnaval                                                                                                   | | [ 8 ] [ 16 ]              |
| 2011 | 12º Lugar | 3-UESP | Nos encantos da noite, laser, jogo e sedução - o bicho vai pegar                                                       | Comissão de Carnaval                                                                                                   | | [ 8 ] [ 17 ]              |
| 2012 | 7º lugar | 4-UESP | Lendas e Costumes... O Tesouro folclórico de suas regiões Intérprete:Tato Santa Cruz                                   | Comissão de Carnaval                                                                                                   | | [ 3 ] [ 8 ] [ 18 ]        |
| 2013 | Campeã | 4-UESP | Da terra seca do sertão à realeza Intérprete:Ulisses Salvador                                                          | Comissão de Carnaval                                                                                                   | | [ 7 ] [ 8 ] [ 19 ] [ 20 ] |
| 2014 | 12º Lugar | 3-UESP | No coração do Brasil, o Leão da Zona Norte se depara com lendas e magias das tribos indígenas                          | Emerson Branco | |                           |
| 2015 | 5º lugar | 4-UESP | Um apelo ao imaginário, os sete pecados                                                                                | Comissão de Carnaval                                                                                                   | Reinaldo Papum, Gil Rosa e Marcio Rosa                                                                                 | [ 4 ]                     |
| 2016 | 5º lugar | 4-UESP | A arte de se disfarçar, uma história das máscaras, qual e a sua ?                                                      | | | [ 21 ] [ 22 ]             |
| 2017 | 8º Lugar | 4-UESP | Tabaco, da saliva ao prazer                                                                                            | | |                           |
| 2018 | 5º lugar | 4-UESP | Sorte tem, quem acredita nela?                                                                                         | | Ronaldo Braz Rodrigues, Anderson de Deus e Gil Rosa                                                                    | [ 23 ]                    |
| 2019 | 3º Lugar | Acesso 2 de Bairros | Essa Parte da Minha Vida se Chama Felicidade e Alegria                                                                 | Comissão de Carnaval                                                                                                   | | [ 24 ] [ 25 ]             |
| 2020 | 4º Lugar | Acesso 2 de Bairros | Sentimento divino, amor.                                                                                               | | | [ 26 ]                    |
| 2021 | Inicialmente adiados para o mês de julho, os desfiles do Carnaval 2021 foram cancelados devido a pandemia de Covid-19. | Inicialmente adiados para o mês de julho, os desfiles do Carnaval 2021 foram cancelados devido a pandemia de Covid-19. | Inicialmente adiados para o mês de julho, os desfiles do Carnaval 2021 foram cancelados devido a pandemia de Covid-19. | Inicialmente adiados para o mês de julho, os desfiles do Carnaval 2021 foram cancelados devido a pandemia de Covid-19. | Inicialmente adiados para o mês de julho, os desfiles do Carnaval 2021 foram cancelados devido a pandemia de Covid-19. | [ 27 ]                    |
| 2022 | 5º Lugar | Acesso 2 de Bairros | O Palhaço Negro do Brasil                                                                                              | | | [ 28 ] [ 29 ]             |
| 2023 | 4º Lugar | Acesso 2 de Bairros | Da terra seca do sertão à realeza                                                                                      | Comissão de Carnaval                                                                                                   | | [ 30 ]                    |
| 2024 | 9º Lugar | Acesso 2 de Bairros | São Tomé e Príncipe, uma Explosão de Riquezas no Coração da África                                                     | Felipe Milanes | Fernando Machado | [ 31 ]                    |